# 체외 수정
체외수정(體外受精, external fertilization)은 신체 바깥에서 수정이 이루어지는 것이다. 하등동물에서 일반적인 수정 방식이다. 동물에서 암컷이 난자를 체외로 배란하고 수컷의 정자가 난자에 붙어 수정된다.
체내수정을 하는 동물, 특히 인간의 불임 치료를 위해 난자와 정자를 채취하여 체외 수정을 시킨 뒤 수정란을 체내에 다시 넣어 수정시키기도 한다. (시험관내수정)

## 체외수정
체외수정이란 IVF(In vitro fertilization)의 약자로 체외에서 난자와 정자가 수정하는 것을 말한다. 체외수정은 불임에 대한 치료 방법으로 현재 많은 불임 치료 환자들에게 사용되고 있다. 여성은 28일~35일 주기로 배란을 하게 되는데 배란된 난자를 여성의 몸에서 채취하고 남성의 몸에서도 정자를 채취하여 실험실의 시험관에서 인공적으로 수정을 시켜주는 방법이다. 수정이 성공하게 되면 수정된 난자를 여성의 자궁으로 이식시켜서 임신을 성공시키는 것이다. 이를 통해 처음으로 태어난 시험관 아기는 루이스 브라운으로 1978년 7월 25일에 영국에 홈랜드 병원에서 태어났다. Rober G. Edwards 박사가 이 실험을 성공시켰으며, 그는 이 공로를 인정받아 2010년 노벨생리의학상을 받았다.
체외수정은 여성의 나팔관문제로 인해서 불임을 겪은 것을 해결해줄 수 있는 방법이다. 또한 남성의 정자 상태가 좋지 않을 경우에도 수정이 잘 일어나지 않아 불임을 유발할 수 있는 데 이러한 경우에도 도움을 줄 수 있다. 
체외수정이 성공적으로 일어나기 위해서는 건강한 난자와 수정할 수 있는 정자 그리고 임신을 잘 유지할 수 있는 자궁이 필요하다. 체외수정은 아직까지 비싼 비용이 들기 때문에 보다 싼 여러 가지 대안들이 실패할 경우에 사용하게 된다. 
체외수정은 여성의 자궁이나 난자가 건강하지 못한 경우 대리모를 이용하여 진행될 수도 있다. 이는 폐경기여성의 임신도 가능하도록 만든다.

## 방법
이론적으로 체외 수정은 자연적인 배란을 통해 얻어진 난자와 정자를 체외에서 수정하여 자궁으로 이식시켜주는 것이다. 그러나, 추가적인 기술이 없다면 임신의 가능적은 극도로 낮다. 아래에 설명하는 기술들은 체외 수정을 통한 임신의 가능성을 증가시켜주는 방법으로 다량의 난자를 얻을 수 있는 난자 과배란과 난자와 정자의 준비과정 등을 설명하고 있다.

### 난자 과배란
일반적으로 난자를 얻어내는 방법에는 크게 두 가지 방법이 있다. 일반적인 여성은 28~35일마다 한번씩 배란이라는 과정을 통해서 난자를 생성하게 되는데 이 과정으로는 한정된 수의 난자를 얻을 수밖에 없다. 따라서 체외수정을 하게 될 경우에는 임신의 성공률을 높이기 위해서 다수의 난자가 필요한데 그에 대한 방법으로 여포 자극 호르몬(FSH)를 주입시킴으로써 빠르게 난자를 얻어내는 방법이다. 보통 이 방법을 사용하는 데는 10~14일이 걸리게 된다.

### 난자와 정자 준비
실험실에서 식별된 난자는 주변 세포들을 제거하고 수정을 위한 준비를 한다. 수정에 앞서서 성공적인 임신을 위한 상태가 가장 좋고 건강한 난자를 실험실에서는 준비하게 된다. 그동안 정자는 비활성화된 세포와 정액을 제거함으로써 수정을 위해 준비된다. 만약 정액이 정자 기부자인 남성에 의해 제공되면 냉동되고 그 이후에 체외수정을 하게 될 시에 사용을 위해 해동될 것이다.
처녀의 경우 난자 채취 과정에서 처녀막 손상이 있을 수 있다.

### 수정
정자와 난자는 75,000:1의 비율로 배양기에서 약 18시간 동안 함께 배양된다. 대부분의 경우에 난자는 그 시기에 수정되고 수정된 난자는 두 개의 전핵을 보여준다. 어떤 상황에서 정자의 수가 적거나 운동성이 적을 때 추가적인 다른 기술을 사용하여 하나의 정자가 난자로 직접 주입될 수 있다. 수정된 배아는 특별한 성장 배양기로 전해지고 난자가 6~8개의 세포들로 이루어질 때까지 약 48시간 동안 유지된다.

### 배아 이식
배아는 세포의 양, 성장의 균등성, 그리고 분열의 정도에 있어서 각각 다르게 성정하게 된다. 이식되어야 하는 여성의 나이와 다른 건강 진단적 요인에 의존한다. 캐나다, 영국, 호주, 뉴질랜드와 같은 나라에서는 예외적인 상황이 아니면 최대한 두 개의 배아가 전달된다.

## IVF 과정의 합병증
IVF의 가능한 위험은 이러한 절차를 통해 발생하고, 과정의 특정 단계에 의존하여 발생한다. 난자를 자극하는 동안 과잉자극증후군(hyperstimulation syndrome)이 발생할 수도 있다. 이것은 난소를 부풀어오르게 하거나 고통 받도록 하는 결과를 낳고, 환자들의 30%에서 이러한 형태의 형성이 발생한다. 보통의 경우는 난소가 팽창하고 유체는 복부 구멍에 축척되며 가슴 통증, 가스, 메스꺼움이나 식욕이 줄어드는 증상이 있을 수 있다. 심한 경우에는 갑자기 과도한 복부 통증, 메스꺼움 구토가 발생하게 된다. Egg retrieval 동안 작은 출혈과 감염의 가능성이 존재하고, 장과 방광 뿐만 아니라 호흡, 흉부 감염, 약에 대한 알레르기 반응, 신경 손상(aproscopy)과 같은 주변 구조물의 손상이 생기게 된다. 배아가 전송되는 동안, 하나 이상의 배아가 여러번의 임신이 되는 위험이 존재하는데, 불임 부부에게는 좋은 소식이지만 태아와 엄마에게 배아가 미성숙 된 상태로 전달되는 것과 같은 위험이 노출 될 수 있다. 또한, 자궁 외 임신(Ectopic pregnancy)과 같은 경우도 일어날 수 있다. 자궁 외 임신은 수정란이 난관, 난소, 자궁을 지지하는 여러 인대, 복강, 자궁경부 등에 착상되는 임신을 말한다.

### 다태/다생아(Multiple birth)
IVF의 주요 어려움은 다생아(multiple birth)의 위험이 존재한다는 것이다. 이것은 배아 전송에서 여러 배아를 전송하는 행위와 직접적인 관계가 있다. 다생아는 임신의 손실, 산과 관련된 합병증, 조산, 그리고 신생아의 사망률과 같은 위험들이 증가하는 것과 관련이 있다. 이러한 것들은 장기적인 손상의 잠재력과 함께 증가된다. 이러한 위험들을 줄이기 위해 일부 국가 (예: 영국, 벨기에)에서는 배아의 수에 대하여 엄격한 제한이 제정되었지만 보편적으로는 이러한 제한을 따르지 않는다. 이동 후에 자궁에서 배아의 자연 분할이 일어날 수 있지만, 이것은 매우 드물고 일란성 쌍둥이로 이어질 가능성이 있다. 또한 최근 증거에 따르면, IVF후 외둥이(singleton) 자손이 알 수 없는 이유로 인해 낮은 출생 체중에 높은 위험이 있다는 것을 제안하고 있다.

### 출생 결함
2012년 리뷰에서 IVF(ICSI와 함께 또는 없이)로 인한 외둥이 임신의 결과가 선천적 기형과 관련이 있다고 보도했다. 외둥이 임신은 자연적인 임신과 비교하였을 때, 선천적 기형의 상대 위험이 1.67(95% 신뢰구간 1.33-2.09)로 나타났다. 2008년 미국의 국립 출생 결함 연구의 데이터 분석은 어떠한 출생적 결함은 IVF를 통해 아이를 가지는 경우 더욱 많다고 보도한다. 특히 심장 중격 결손증(septal heart defects), 구순구개열, 식도 폐쇄증 등의 결함이 있다. 

### 기타 위험
난소 자극의 또 다른 위험은 난소과잉자극증후군의 발생이다. 특히, 최종 난모세포의 성숙을 유도할 때 인간 융모성 생식선 자극호르몬(hCG)를 사용했을 경우에 발생한다. 
만약 불임이 정자 형성에 문제가 있다면, 그럴듯해 보이지만, 검사하기에는 너무 초기라서 남성의 자손이 정자 비정상에 대한 높은 위험에 노출될 수 있다. 
9-18세의 IVF 어린이들을 대상으로 한 연구에 따르면, IVF로 태어난 아이들의 행동과 사회감성적 기능은 모두 정상이다.
IVF 후 부정적인 임신 테스트는 여성에게 있어서 우울증에 대한 위험 증가와 관련이 있다. 하지만 불안장애의 발달 위험 증가와는 아무런 관련이 없다. 그리고, 임신 테스트가 남성들에게는 우울증 또는 불안 요소의 위험을 주지 않는 것처럼 보인다.
스위스 연구진은 “지원생식기술(ART)”로 태어난 건강한 아이가 일반화 혈관 장애를 나타내고, 이 문제가 ART 절차 자체에 관련이 있는 것으로 나타난다고 발표하였다.

## 확장
체외수정을 위해 사용된 기술들을 단순 체외 수정만을 위한 것이 아닌 다양한 활용처가 있을 수 있다. 

### 배아의 DNA검사(Embryo profiling)
위에 언급했던 배아를 선택하는 방법 이외에도 다를 활용으로는 배아의 DNA를 검사하는 기술이 존재할 수 있다. 이러한 기술들을 이용해 착상이나 출산에 더욱 적합한 배아를 고를 수 있다.
그 분석 방법으로는 기존의 착상에 실패한 배아들의 경우를 분석하여 자료를 가지고 성공률을 높이기 위한 요인을 찾는 것이다. 이러한 분석 방법에 쓰이는 방법으로는 transcriptomes, proteomes 그리고 metabolomes이 있다.
- transcriptome 평가의 경우 종교적인 문제와 윤리적인 문제로 인하여 인간 배아의 유전자 발현 조사 연구가 한계를 띄고 있다. 대신, 초기 배아나 난모 세포, 과립막 세포 주변의 cumulus cell들을 대상으로 유전자 발현을 조사한다. 이 cumulus cell 분석은 난소의 과자극 과정과, 간적적인 난모 세포의 이수성, 배아의 발생 그리고 임신의 결과 등을 효과적으로 알 수 있는 연구가 된다.
- 배아의 Proteome profiling은 배아 주변의 존재하는 단백질을 측정하여 알 수 있는 간접적인 측정이다. 그래서 이 분석은 배아를 건드리지 않고 배아의 상태를 알 수 있는 DNA분석 방법이다.

이러한 과정들은 배아 DNA분석을 가지고 맞춤형 배아를 얻을 수 있다는 활용점이 있을 것이다. 예를 들어 건강하고 면역체계가 잘 되어 있고 부모의 유전자와 비슷하고, 부모와 transcriptome, proteome 그리고 metabolome이 비슷한 유전자를 갖고 있는 배아 세포를 찾아 착상하고 출산을 통해 아이를 얻을 수 있다.

### 냉동 보존
냉동 보존(Cryopreservation)은 수정 전에 난자를 냉동 보존 하거나 수정 후 배아를 냉동 보존한다.
미국의 Rand Consulting 팀은 4,000,000개의 냉동 보존된 배아를 측정하였다. 아이를 가지지 못한 부부는 이러한 방법을 사용하여 체외수정의 모든 과정을 거치는 것이 아닌 부분적인 과정을 통해 임신을 할 수 있다.
혹은 이미 임신은 하였지만 다음번 임신을 할 때 사용할 수도 있다. 혹은 남은 난모세포나 배아세포는 다른 여성이나 부부에게 기증을 통해 사용될 수 있다. 또한 냉동 보존의 경우 화학 치료 등 때문에 난소를 잃은 여성에게 도움을 줄 수 있다.
이러한 냉동 보존된 난모세포나 배아세포의 경우 영양분 공급을 통해 난자세포나 배아 세포 기능을 회복한다.

### 착상 전의 유전자 선별이나 분석(Preimplantation genetic screening or diagnosis (PGS or PGD))
Preimplantation genetic screening (PGS) 혹은 preimplantation genetic diagnosis (PGD)를 통해 배아를 선별하는 데 이용될 가능성이 있다.
이러한 체외수정 방법을 통해 배아를 고르고, 이를 통해 임신 가능성을 높일 수 있을 것이라고 제안되었다. 하지만 기술적인 결과 무작위적인 실험군 선정과 발견에 의하면 PGS 방법에 의한 선별이나 분석이 아이가 태어나는 출산율과 비교해 본 결과 출산 성공률이 높지 않았다.

## 참고자료
1. The ISMAAR proposal on terminology for ovarian stimulation for IVF. 보관됨 2017-02-20 - 웨이백 머신
2. Natural cycle IVF
3. About.com
4. IVF success
5. The effects of bromocriptine on VEGF, kidney function and ovarian hyperstimulation syndrome in in vitro fertilization patients: a pilot study.
6. Quadruplet pregnancy complicated by ovarian hyperstimulation syndrome with spontaneous ovulation.
7. The early days of IVF.
8. Fundamentals of human embryonic growth in vitro and the selection of high-quality embryos for transfer
9. Factors influencing embryo transfer success in alpacas-A retrospective study